# José David Velásquez
José David Velásquez Colón (La Ceiba, 8 de dezembro de 1989) é um futebolista profissional hondurenho que atua como defensor, atualmente defende o Real España.

## Carreira
José David Velásquez fez parte do elenco da Seleção Hondurenha de Futebol nas Olimpíadas de 2012.